# Reiffelbach
Reiffelbach ist eine Ortsgemeinde im Landkreis Bad Kreuznach in Rheinland-Pfalz. Sie gehört der Verbandsgemeinde Nahe-Glan an.

## Geographie
Das Haufendorf liegt am gleichnamigen Reiffelbach östlich des Glan im Nordpfälzer Bergland. Im Norden befinden sich Meisenheim und Callbach, im Osten Schmittweiler, im Süden Becherbach und westlich liegt Odenbach.

## Geschichte
Die älteste erhaltene Erwähnung von Reiffelbach stammt von 1293 und findet sich in einer Urkunde des Grafen Heinrich I. von Veldenz für den Ritter Eberhard von Odenbach, der ein Drittel des Zehnten zu Reiffelbach als Veldenzer Lehen besaß. Die Ritter von Odenbach waren auch im 14. Jh. die Inhaber des Zehnten in Reiffelbach. Auch das Kloster Otterberg war im Ort begütert.
In einem vermutlich um oder vor 1383 entstandenen Fehdebrief des Dietz von Wachenheim an die Stadt Worms wurde unter seinen zahlreichen niederadligen Helfern auch ein Peter von Ryffelbach genannt. In einem weiteren Fehdebrief gegen Worms von 1389 tritt ein Frank von Ryffelbach auf. Im 15. Jh. erbten die Edelknechte Lyfried von Heppenheim das Odenbacher Lehen mit dem Reiffelbacher Zehnten. In einer Seelgerätstiftung des Henne Lifrid von Heppenheim aus dem Jahr 1401 wurden erstmals die Kirche mit Heilig-Kreuz-Patrozinium und die Dorfgemeinde Reiffelbach erwähnt. Die Kirche, der vermutlich eine andere Kapelle als Vorgänger vorausging, war eine Filiale der Pfarrei Meisenheim und wurde seelsorgerisch von den Johannitern der Meisenheimer Kommende betreut. Die heutige Kirche in Reiffelbach stammt aus dem Jahr 1849.
Nach dem Wiener Kongress gehörte Reiffelbach zum Rheinkreis im Königreich Bayern, wo es bis zum Ende des Zweiten Weltkriegs verblieb. Bei der rheinland-pfälzischen Verwaltungsreform 1969 wurde Reiffelbach vom Landkreis Kusel in den  Landkreis Bad Kreuznach umgegliedert. In kirchlicher Hinsicht gehört Reiffelbach weiterhin zur Evangelischen Kirche der Pfalz und zum Bistum Speyer.
Ortsname
Der Siedlungsname ist gebildet aus dem Grundwort Bach und dem althochdeutschen Personennamen Rîfilo, einer Verkleinerungsform des Namens Rîfo bzw.Hrîffo, was mit „Raureif“, „Tau“ zu übersetzen ist. Der Ortsname bedeutet also „Bach des Rîfilo“.

## Bevölkerung
Statistik zur Einwohnerentwicklung
Die Entwicklung der Einwohnerzahl von Reiffelbach, die Werte von 1871 bis 1987 beruhen auf Volkszählungen:
| Jahr | Einwohner |
| 1815 | 264       |
| 1835 | 339       |
| 1871 | 368       |
| 1905 | 324       |
| 1939 | 279       |
| 1950 | 326       |

| Jahr | Einwohner |
| 1961 | 316       |
| 1970 | 304       |
| 1987 | 258       |
| 2005 | 253       |
| 2022 | 229       |

## Politik und Verwaltung

### Bürgermeister
Hubert Rhode wurde 2024 Ortsbürgermeister von Reiffelbach.
Sein Vorgänger war Gerhard Geib. Bei der Kommunalwahl am 26. Mai 2019 wurde er mit einem Stimmenanteil von 90,78 % in seinem Amt bestätigt.

### Gemeindewappen
Blasonierung: Im blauen Schild ein silberner, schräglinker Wellenbalken, oben begleitet von einem goldenen Reifen, unten von einer goldenen Heugabel. Das Wappen wurde am 13. Juli 1981 durch die Bezirksregierung in Koblenz genehmigt. Der Reifen ist eine Anspielung auf den Ortsnamen. Es handelt sich daher um ein redendes Wappen. Die Heugabel ist das alte Dorfzeichen  von Reiffelbach, das auf Grenzsteinen der Gemarkung angebracht wurde. Der älteste bekannte Grenzstein mit diesem Gemarkungszeichen stammte aus dem Jahre 1601.

## Wirtschaft und Infrastruktur
Durch den Ort führt die L 380. Im Norden verläuft die Bundesstraße 420. In Staudernheim ist ein Bahnhof der Nahetalbahn.